# Europastraße 39
Die Europastraße 39 (Abkürzung: E 39) erstreckt sich vom norwegischen Trondheim in südlicher Richtung über Bergen bis ins norddänische Aalborg. Sie ist 1.330 km lang.

## Verlauf
Die  E 39 beginnt in Richtung Süden als Abzweig der aus Nordnorwegen kommenden  E 6 rund 10 Kilometer südlich von Trondheim. Sie führt entlang der Atlantikküste. In Westnorwegen passiert sie die Städte Kristiansund (Abzweig über Bergsøya), Ålesund, Bergen und Stavanger, in diese Wegstrecke sind sieben Autofähren eingebunden. Eine weitere, die Fähre Volda – Folkestad, liegt nur noch auf einer abkürzenden Alternativroute, seit die 38 Kilometer längere, aber fährfreie Route durch den Rotsethorntunnel als E39 ausgeschildert wurde. Verschiedene andere frühere Fährstrecken sind durch Unterwassertunnel ersetzt worden, von denen der Bømlafjordtunnel (eröffnet 2000) eine Tiefe von 262,5 m unter dem Meeresspiegel erreicht. Die südlichsten dieser Tunnel sind der Mastrafjordtunnel und der Byfjordtunnel, beide von 1992.
In Südnorwegen führt die Straße durch gebirgiges Gelände über die 2006 eröffnete Fedafjordbrücke nach Kristiansand und erreicht dort die Fähre ins dänische Hirtshals. Von Hirtshals verläuft die  E 39 als Autobahn bis nach Aalborg und mündet dort in die  , die weiter in Richtung Süden nach Deutschland, Österreich und Italien führt.

## Weitere Planungen
Unter dem Titel Ferjefri E39 („fährenfreie E39“) hat die norwegische Regierung 2013 ein Planungsprojekt gestartet mit dem Ziel, alle sieben verbliebenen Fähren durch Brücken oder Tunnel zu ersetzen. Alle sind kostspielige und technische Herausforderungen. Im Jahr 2019 wurde beschlossen, jede Verbindung separat zu planen, vier werden jedoch auf unbestimmte Zeit verschoben. Drei Verbindungen sind beschlossen.
Die erste Verbindung ist Rogfast mit dem längsten und tiefsten Unterwassertunnel der Welt. Ihr Bau begann 2018 und soll 2033 abgeschlossen sein (Planungsstand 2022).  Zwischen Haugesund und Bergen wird eine 5 km lange Pontonbrücke gebaut, die einen neuen Weltrekord für Brücken darstellen würde. Dazu ist eine Hängebrücke, Projekt Hordfast (4 Milliarden Euro) geplant. Zwischen Ålesund und Molde werden ein 16 km langer Unterseetunnel und eine lange Hängebrücke gebaut.
Die Strecke Kristiansand – Stavanger wird zu einer vierspurigen Autobahn ausgebaut und soll etwa 2030 fertiggestellt sein.

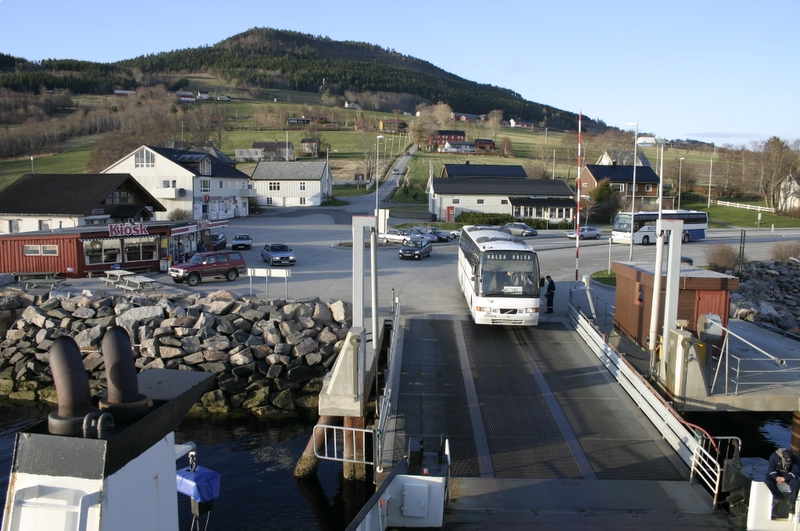
Fähre bei Halsa (nördlich von Kristiansund)
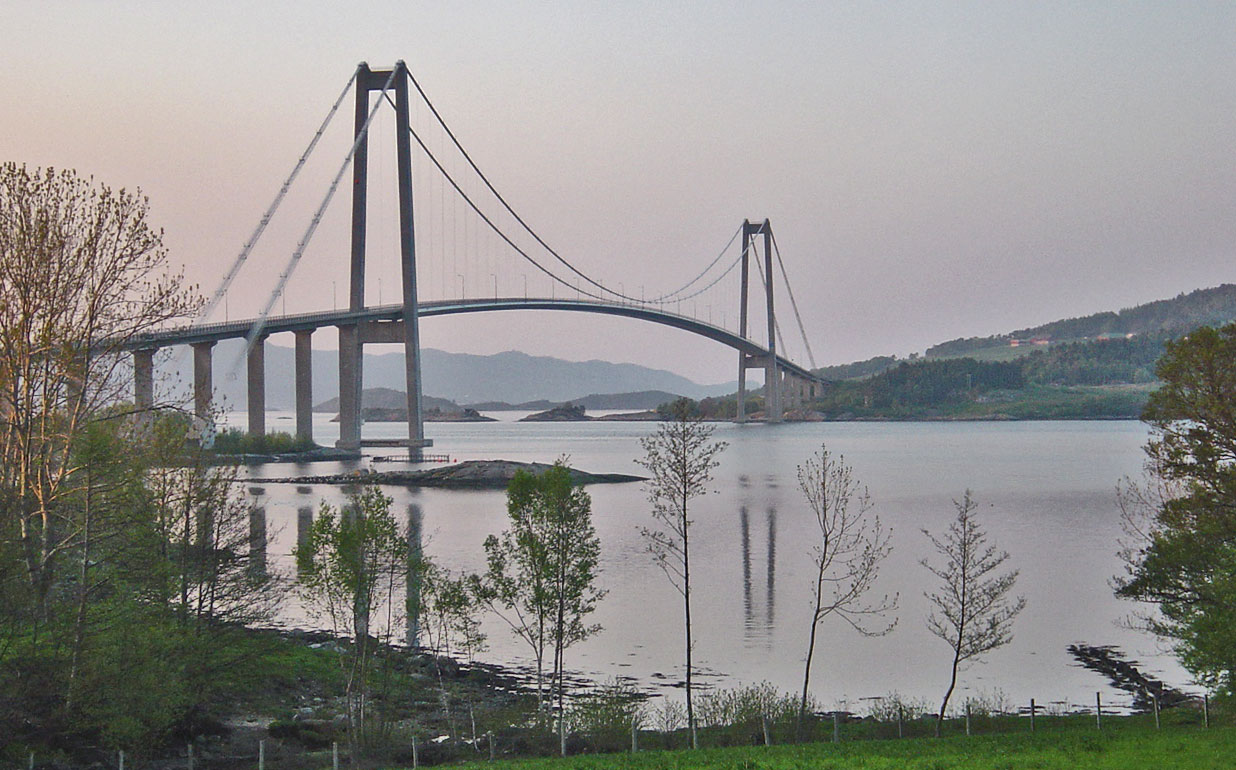
Gjemnessundbrücke bei Kristiansund
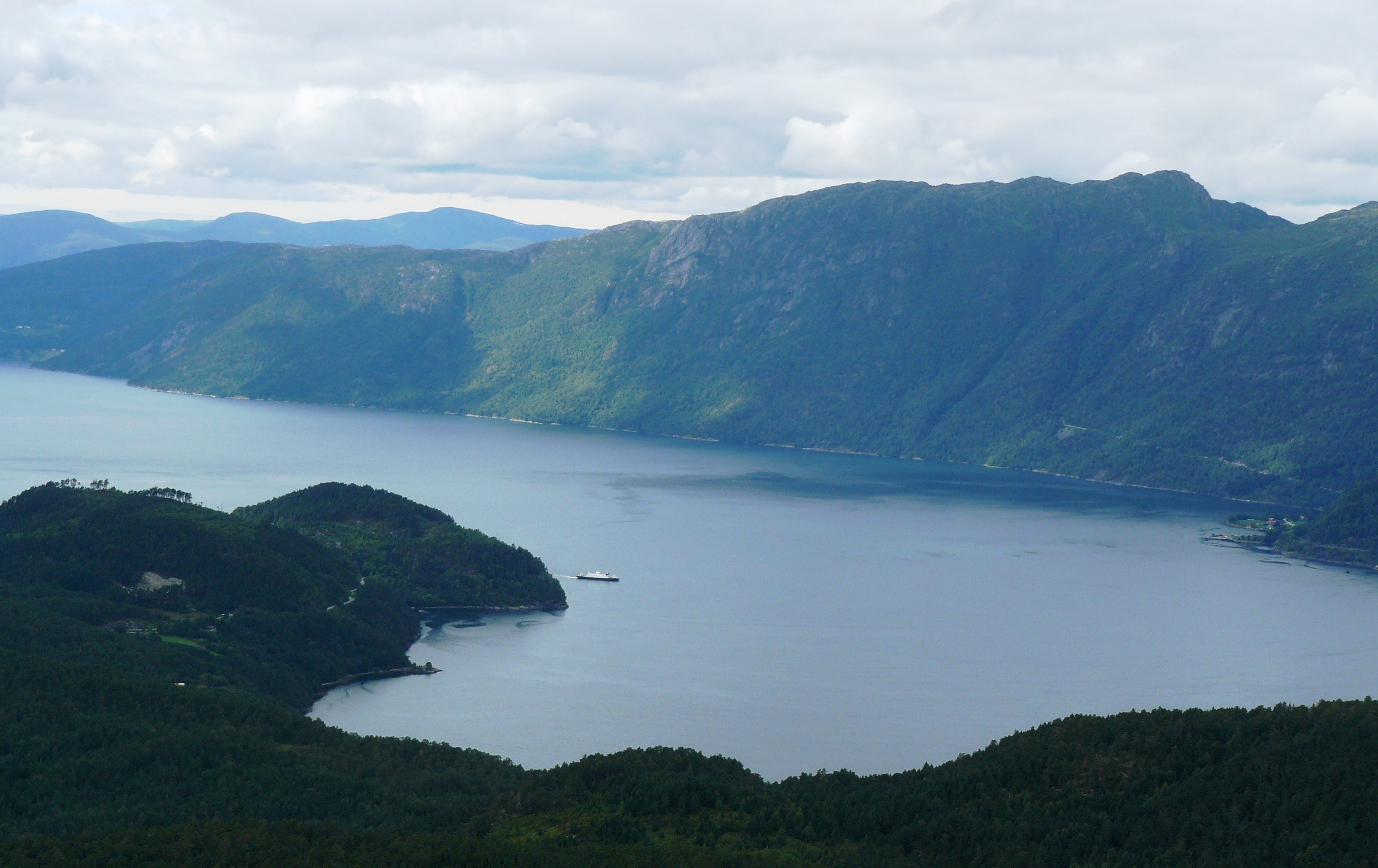
Der Nordfjord
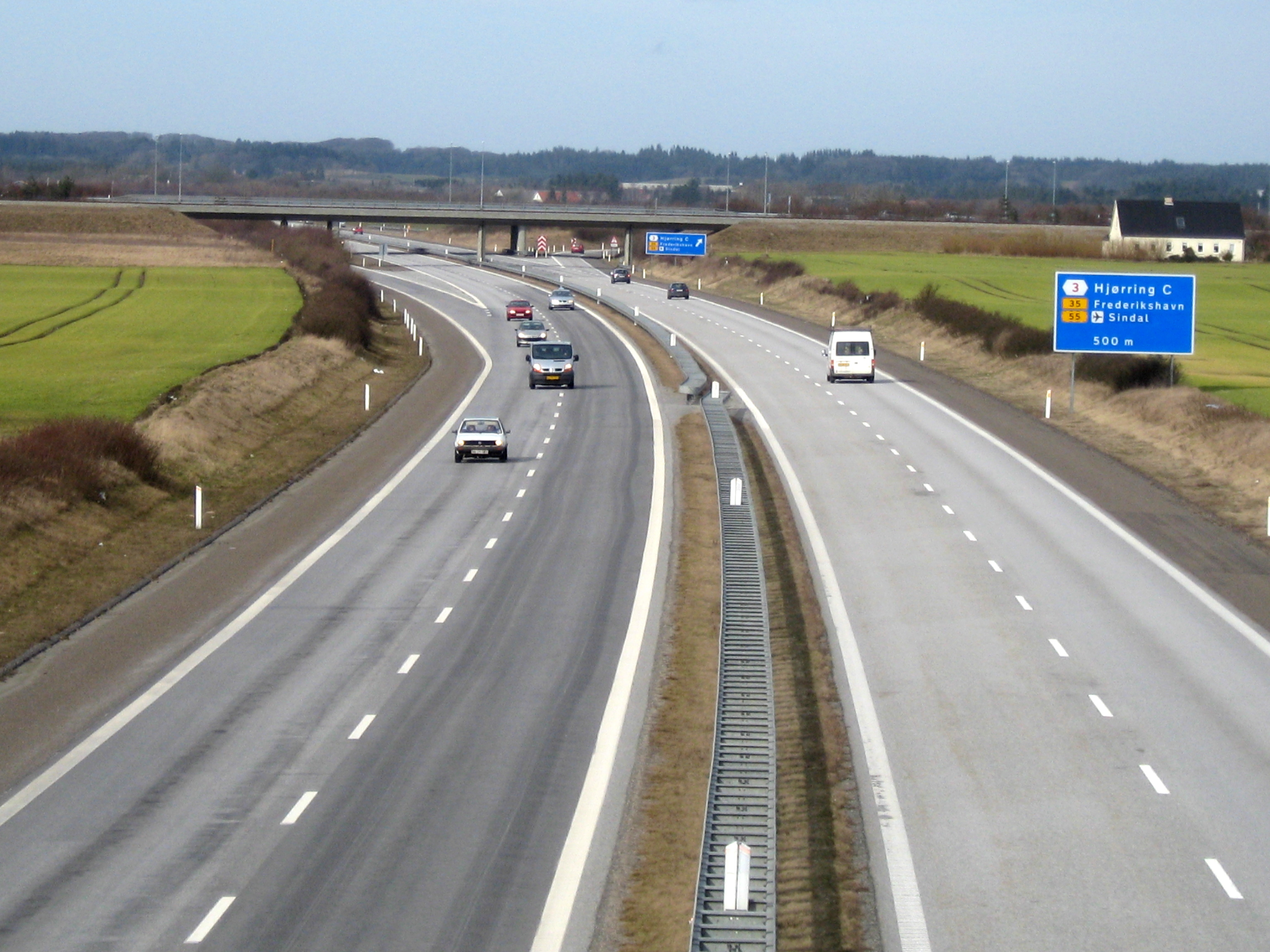
Autobahn in Dänemark
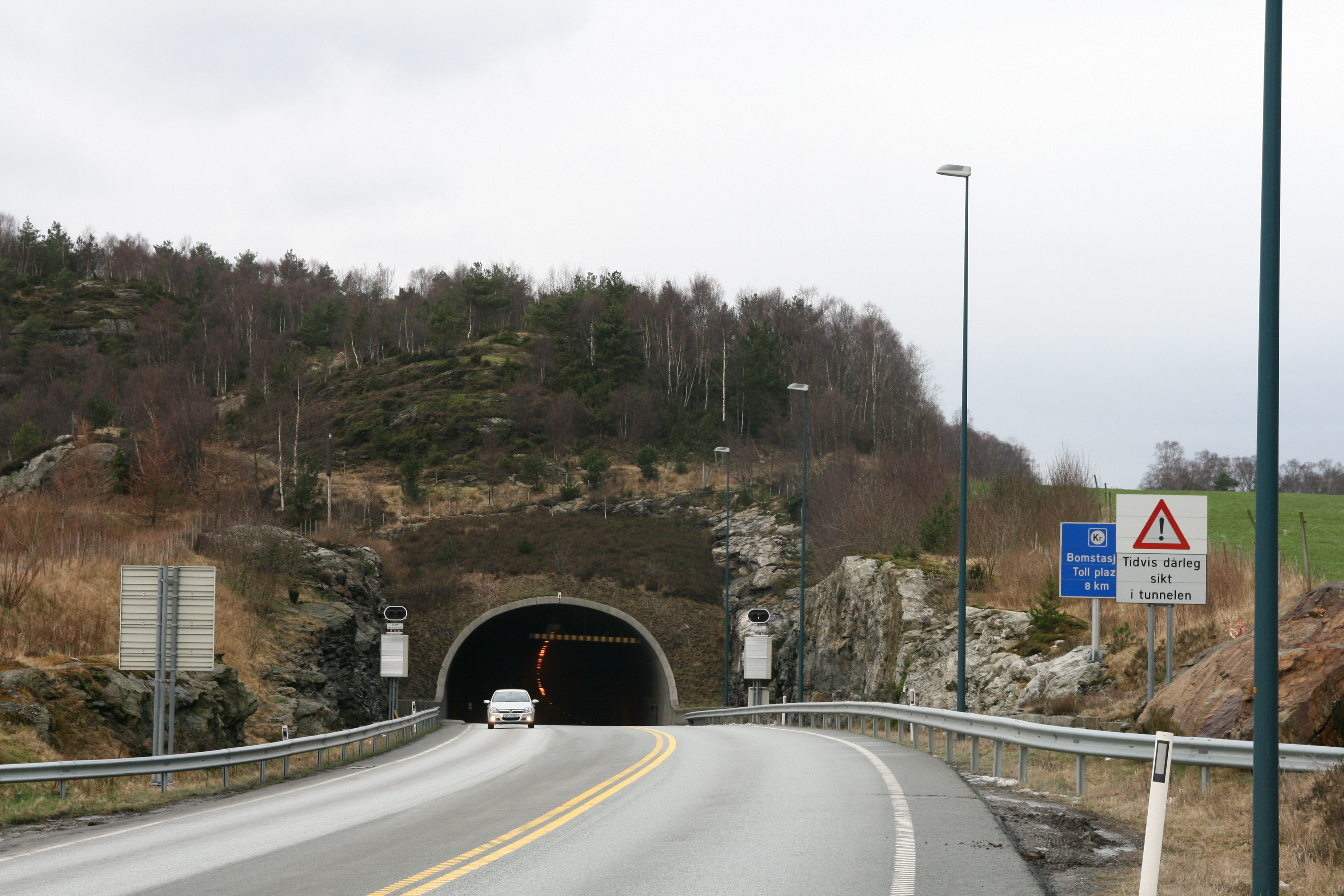
Einfahrt zum Bømlafjordtunnel